# Forges de Zeebrugge
Forges de Zeebrugge was de naam van een munitiefabriek die zich bevond tussen Zeebrugge en Zwankendamme, op een terrein tussen cokesfabriek Carcoke en de Glasfabriek Zeebrugge.
De fabriek werd gebouwd van 1930-1932. Ze produceerde en assembleerde artilleriegranaten. Tijdens de Tweede Wereldoorlog werd het terrein door de Duitsers bezet en installeerden dezen er luchtafweergeschut. De geallieerden bombardeerden het terrein herhaaldelijk en vooral op 28 juli 1943 werden grote verwoestingen aangericht. Ook de munitiefabriek werd totaal verwoest. Ze werd nimmer herbouwd.
Wat bleef was een vervuild terrein, waarin zich ook een aantal projectielen bevonden. Bij de vanaf de sluiting van Carcoke (1996) plaatsvindende bodemsanering werd onder meer van een munitiescheidingsinstallatie gebruikgemaakt. Naast producten van de eigenlijke fabriek, werd in 2012 ook een vliegtuigbom aangetroffen.

## Heden
Tegenwoordig is de naam Forges de Zeebrugge (FZ) verbonden aan een Waals bedrijf, dat sinds 1946 in Herstal, en sinds 1956 ook in Soumagne is gevestigd. Er werken in totaal ongeveer 200 mensen. Het bedrijf is gespecialiseerd in lucht-bodem raketsystemen 70mm (2.75") voor vliegtuigen en helikopters (zoals b.v. Airbus Helicopters, AgustaWestland, Hindustan Aeronautics, BAE Systems, Embraer, General Dynamics en Hawker Beechcraft).